# Алан Форд
Алан Форд је италијански стрип, који су створили сценариста Лучано Секи (псеудоним Макс Бункер) и цртач Роберто Равиола (псеудоним Магнус). Стрип је политичка сатира која као основу радње користи пародију на гламурозне тајне агенте попут Џејмса Бонда. Лик Алана Форда Магнус је нацртао по узору на британског глумца Питера О'Тула, док је у лику Боба Рока дао сопствену карикатуру.

## Издавање
Први број Алана Форда изашао је у Италији у мају 1969. После само неколико бројева стрип је стекао велику популарност. Након броја 75, Магнуса као цртача замењује Паоло Пифарерио. Након тога долази до постепеног, али сталног пада квалитета стрипа. Алан Форд излази у Италији у редовним месечним епизодама и данас.
У бившој Југославији Алана Форда је од 1972. издавао загребачки Вјесник. Стрип је излазио на две недеље. Вјесниково издање карактерише изузетно духовити превод Ненада Бриксија (1922—1984), а многобројни цитати из Бриксијевог превода су постали део популарне културе на читавом балканском говорном подручју.
Успех који је имао у Југославији, Алан Форд није забележио ни у једној другој земљи, па чак ни у матичној Италији. У појединим земљама, као што су Француска и Бразил, издато је тек неколико бројева, а у Грчкој неколико десетина. До распада Југославије, доживео је чак три реиздања. Старе епизоде су, због великог интересовања, поново издаване упоредо са новим.
Након распада СФРЈ, у Србији је накратко Алана Форда издавала краљевачка кућа Маверик. У Србији Алан Форд редовно излази једном месечно у оквиру издавачке куће Color Press Group из Новог Сада. Уредници издања за Србију били су Димитрије Бањац и Младен Урдаревић, данас познати као учесници популарног ситкома "Државни посао". Данас је главни уредник редовног издања Александар Андрић, а специјалног издања "Приче Броја Један" Јасен Кундалић.

## Место радње, главни и споредни ликови
Седиште групе ТНТ се налази у Њујорку мада је, временом, отворена и  „подружница“ (филијала) у Лос Анђелесу, коју води Велики Цезар (пре сукоба са остатком групе) и мистер Ламп (после сукоба са Великим Цезаром). У њој су и браћа Боба Рока. Иако већина епизода почиње и завршава се у „цвећарници“, радња великог броја епизода се догађа и на другим местима, стварним или имагинарним. На пример, у Ираку (епизода „Пустињски блесак“), Бразилу (читав циклус), Парадору (пародији на латиноамеричке банана-државе).

### Група ТНТ
Алан Форд је сиромашни плавокоси младић који је одрастао у сиротишту. Врло је наиван и добродушан, па га често искоришћавају. Игром случаја и замене идентитета постаје тајни агент и члан групе ТНТ. Ова група, коју чине најразличитији ликови, решава бројне тајне задатке, редовно ризикујући сопствени живот. Међутим, од тога немају неке велике финансијске користи, већ су стално гладни и обучени у рите. Седиште групе ТНТ је цвећара на Петој авенији, а место радње град Њујорк.
Остали чланови групе ТНТ:
- Вођа групе ТНТ је Број Један, старац у колицима и са дугачком брадом. О њему лично се не зна готово ништа. Он, међутим, има малу црну књижицу у којој се налазе подаци и греси из прошлости о свему и свакоме. Број Један је изузетно шкрт, па све финансијске успехе групе задржава за себе, а својим људима даје тек мрвице. Често зна и испричати понеку историјску причу где се уз познате историјске личности, па чак и из давне прошлости, појављује и он лично. Број Један је врло лукав, хладнокрван, подмукао и нарцисоидан. Своје потчињене из групе ТНТ третира са изузетном строгоћом, а у неким епизодама уме да буде бескрупулозан и неуротично-агресиван према њима. Упоредо са тим, Број Један је веома интелигентна, прорачуната и аналитична особа, као и ефикасан организатор свега што му је у интересу. Дешава се и да покаже хумане особине, као и емотивне моменте, што га чини још комплекснијим ликом.
- Роберт Боб Рок је ниског раста и има велики нос. Због тога је врло фрустриран и танких живаца. У вечној је свађи са свима. Има три брата, Тима, Тома и Тумба, који су раније били криминалци. Њихов отац је погинуо у пљачки банке, а мајка је погубљена на електричној столици.
- Сер Оливер је Енглез и увек је у оделу, са полуцилиндром. Најспособнији је члан групе после Броја Један, али има незгодну навику да украде све што му дође под руку.
- Грунф (Ото фон Грунт) је проналазач који је у стању да за невероватно мало новца створи најразличитије направе. Ти изуми готово увек раде, али скоро никада онако како би требало. Грунф је немачког порекла, а његови преци су се презивали Грунт. Када су се доселили у Америку, онда су то презиме из корена променили у Грунф. Грунф често носи мајице са најразличитијим натписима, као нпр. Тко лети вриједи, тко вриједи лети, тко не лети не вриједи. Или Боље частан узмак него нечастан пораз.
- Шеф је некада био заменик Броја Један, а сада углавном спава у цвећари.
- Јеремија је човек који болује од свих могућих болести и непрестано кука како ће умрети. Најбоља му је изјава: Имам чир на дванаестерцу, који ће ускоро пријећи на тринаестерац!
- Минует Макон је вереница Алана Форда, која са њим ради у групи ТНТ (у цвећари). Лепа је и то користи као свој адут, али је врло храбра, одважна и реална. Увек охрабрује Алана и избавља га из разних невоља у које упадне током тајних задатака. Појављује се у каснијим бројевима.
- Постоје и бројне животиње које деле судбину чланова групе ТНТ. То су пас Носоња, брбљиви папагај Клодовик, мачка Пруди ...

### Споредни ликови
Уз чланове групе ТНТ постоји и низ споредних ликова, који се увек изнова појављују:
- Њихов комшија је стари пензионер који се стално свађа са њима, јер у животу нема паметнијег посла.
- Брок је не превише способан полицијски инспектор.
- Генерал Вор (Рат) поверава Броју Један задатке од националне важности који су, наравно, добро плаћени...
- Самоубица који се стално покушава убити и када му то не пође за руком каже да није способан ни да се убије
- је бивша жена Великог Цезара. Способна је да заведе сваког члана групе ТНТ.
- је брат Pochite.

### Негативци
- Тромб је главни негативац раних епизода Алана Форда. Он је лудак који жели да уништи свет, дебељко са манијакалним намерама, пародија на негативце серијала о Џејмсу Бонду.
- Суперхик је највећи непријатељ Групе ТНТ. Он краде од сиромашних и немоћних да би дао богатима; поређење са Робином Худом је неизбежно. По дану је чистач улица и због тога не воли сиромашне људе, јер они бацају смеће посвуда. Доживео је несрећу у којој се замало утопио у хиљадама литара алкохола из неке фабрике. Тада је добио велику моћ и у стању је да свакога савлада својим алкохолним задахом.
- Бепа Џозеф је женски лик (велика Суперхикова љубав) - такође непријатељ групе ТНТ. Краси је импозантна величина, брадавица на носу и тродневна брада. Бепа Џозеф има и свој алтер-его, певачицу Моргану, која је уведена у епизоди „Лепотица из Рија“ као мистериозни непријатељ групе ТНТ у коју је заљубљен Број Један. Тек епизода „Морганина тајна“ открива да је Моргана у ствари Бепа Џозеф, коју је Суперхик продао у Бразилу, па ју је откупило неко бразилско племе које је хтело да је жртвује. Ипак, избавио ју је врач противничког племена и дао јој заносан изглед који она жели да искористи против групе ТНТ.
- Гумифлекс је битно опаснији, упорнији и ефикаснији непријатељ групе ТНТ. Тајанствена особа гуменог лица, која невероватном лакоћом мења изглед и идентитет.
- Барон Вурдалак је вампир, лик који се такође појављује у стрипу Satanik, такође креацији Магнуса и Бункера. Он се са својим грбавим помоћницима и вампирском дружином може схватити и као пародија на грофа Дракулу.
- Професор Кројцер је бивши нацистички научник, који има опсесију сендвичима и пивом.[6]
- Арсен Лупига је мање џентлмен, а више лопов. Користи арсен како би омамио богате даме и потом им украо вредан накит који носе.[6]
- Конспиратор је човек с маском и велики непријатељ Групе ТНТ. Покушава им се осветити јер су га спречили да украде вредне ствари од убијене удовице Нортон (број 65). Конспиратор умире након што побегне у загађено подручје, али се враћа у живот у епизоди “Невероватан повратак” (број 164), када подручје престане да буде загађено.[6]
- Тромб је дебели човечуљак који жели уништити планету Земљу. Нос и уши су му прекривени глобусима које разноси експлозивима, како би задовољио своју жељу за уништавањем. Након што се веровало да је Конспиратор умро, постаје вођа Трија Фантастикус.[6]

### Историја
Алан Форд је култни стрип серијал који је први пут објављен 1969. године у Италији. Идеја за стрип потекла је од сценаристе Макса Бункера, док је цртач Роберто Равиола (познат као Магнус) био одговоран за визуелни идентитет ликова. Стрип је постао познат по специфичном хумору, сатири и необичним ликовима.
Пре него што је стрип заживео на страницама, Макс Бункер и Магнус су три године радили на концепту, што је резултирало првим рукописом, написаним у августу 1967. године. Дијалози су  преправљени у априлу следеће године. У том раном рукопису су се појавила шесторица главних ликова, чланова групе ТНТ - Алан Форд, Боб Рок, Сир Оливер, Шеф, Јеремија и Грунф. Међутим, Сир Оливер је избачен из коначне верзије стрипа, како би се смањио број ликова у првом броју/епизоди.
Први број стрипа, назван “Група ТНТ”, није добро прошао код публике. Сир Оливер се први пут појавио у епизоди  “Шупљи зуб” (епизода 2), која је привукла већу пажњу читалаца. У наредним бројевима, репутација Алана Форда је расла и стрип је постајао све популарнији. 
Година 1970. је значајна, с обзиром да је стрип објављен први пут на нашим просторима, у издању загребачког “Вјесника”.
Кључни ликови, попут Броја Један и Носоње, уврштени су у каснијим бројевима стрипа. Број Један је први пут представљен у 11-ом броју, док се Носоња појавио у 18-ом броју, када га је усвојио Боб Рок.
Магнус је био одговоран за цртање првих 75 епизода стрипа. Године 1975., Паоло Пифарерио је преузео улогу цртача и наставио са стварањем ликова у препознатљивом стилу. Стрип је постигао огроман успех, ширећи свој утицај и популарност у Италији и широм Европе.
Алан Форд је стекао посебну популарност на простору бивше Југославије, захваљујући Ненаду Бриксијy који је превео стрип на овом подручју. Његов превод је задржао дух оригиналног италијанског текста и хумор, па је допринео ширењу популарности стрипа међу читаоцима.
Стрип је касније променио издавача (1983) и преселио се у Макс Бункер Прес. Цртачи Рафаеле дела Моника и Ђулијано Пичинино преузели су одговорност за цртање ликова. Упркос неким променама у стилу цртања, Алан Форд је и даље одржао своју препознатљивост и популарност међу читаоцима.
Алан Форд је постао икона хумора и сатире, с јединственим ликовима и невероватним авантурама. Његов утицај на стрип индустрију остаје значајан, а серијал и даље, након толико времена, ужива култни статус међу обожаваоцима стрипа широм света.

### Занимљивости
Године 2012. објављено је прво издање књиге Лазара Џамића, "Цвјећарница у кући цвећа". Књига се са социолошког и историјског аспекта бави феноменом популарности Алана Форда у Југославији, која је била већа него и у матичној Италији и свим другим земљама у којима је овај стрип излазио. Аутор у једном интервјуу објашњава да је једно од његових тумачења ове популарности следеће: "Постојала је једна интересантна дихотомија између аутентичног веровања да живимо у једној од најбољих држава у свету и истовремено схватање да ту много шта не ваља и не функционише и да је много шта привид. То јесте једна врста аланфордовске поетике, што је стрипу давало додатну оштрицу".